# Ponoj (rzeka)
Ponoj (ros. Поной) – najdłuższa rzeka na Półwyspie Kolskim. Długość - 426 km, powierzchnia zlewni - 500 km². Swój początek bierze na wzgórzach Kiejwy a kończy swój bieg w Morzu Białym. Spławna. Miejscowości nad rzeką: Krasnoszczelje, Kaniewka, Korabielnoje.